# Slaget ved Mühlberg
Slaget ved Mühlberg i 1547 var et stort slag ved Mühlberg ved Elben i Kurfyrstendømmet Sachsen under Reformationen, hvor det tysk-romerske riges katolske fyrster ledet af Karl V overbevisende besejrede det schmalkaldiske forbund af protestantiske fyrster under Johan Frederik I af Sachsen. Det schmalkaldiske forbunds hærførere kunne ikke blive enige om nogen form for kamphandlinger på slagmarken og tillod dermed Karl V's styrker at løbe gennem forbundets forsvar.
Karl V var 47 år gammel på det tidspunkt og led af gigt. Han blev derfor båret til slaget i en bærestol og ikke på en storslået krigshest i moderne rustning som afbildet af hans hofmaler Tizian.
Slaget begyndte tidligt om morgenen. Karl V's styrker, som mestendels var spanske udskrevne samt lejesoldater, udnyttede en kraftig tåge til at angribe det schmalkaldiske forbund i flanken. Det kom fuldstændigt bag på de protestantiske tropper, og efter en symbolsk modstand flygtede de.
De kejserlige styrkers sejr førte til opløsningen af det schmalkaldiske forbund. Johan Frederik I blev tilfangetaget og arresteret. Ved den wittenbergske kapitulation få uger efter blev han nødsaget til at frasige sig sin fyrstelige værdighed og størstedelen af sit land til fordel for sin fætter Moritz af Sachsen.

## Fodnoter
1. ↑  History of Hungary 1526-1686, Akadémia Publisher, Budapest 1985. ISBN 963-05-0929-6

## Eksterner henvisninger
- Slaget ved Mühlberg – en analyse af slaget

51°24′N 13°12′Ø / 51.4°N 13.2°Ø